# Journal étranger
Le Journal étranger est un périodique français paru à Paris de 1754 à 1764, fondé par Ignace Hugary de La Marche-Courmont, projet repris par Douyn de Courcelles.
Il eut successivement pour directeurs Melchior Grimm, François-Vincent Toussaint, l’abbé Prévost, Élie Fréron, Alexandre Deleyre, Meusnier de Querlon, Jean Baptiste Antoine Suard, l’abbé Arnaud.
À partir de 1759, il est édité par l’abbé Arnaud, Jean-Baptiste Suard, l’abbé Prévost et l’avocat Gerbier. Denis Diderot y donne son Éloge de Richardson en janvier 1762.
Il répondait au Caffè milanais de Cesare Beccaria ; les deux périodiques s'échangeant régulièrement leurs articles.
En 1764, le titre devient la Gazette littéraire de l'Europe, deux ans avant la disparition du titre, en 1766.